# اليانور توملينسون
اليانور توملينسون مواليد 19 مايو 1992 ممثلة بريطانية
- اليانور توملينسون على موقع IMDb (الإنجليزية)
- اليانور توملينسون على موقع روتن توميتوز (الإنجليزية)
- اليانور توملينسون على موقع ألو سيني (الفرنسية)
- اليانور توملينسون على موقع ميوزك برينز (الإنجليزية)
- اليانور توملينسون على موقع أول موفي (الإنجليزية)
- اليانور توملينسون على موقع قاعدة بيانات الأفلام السويدية (السويدية)
- اليانور توملينسون على موقع قاعدة بيانات الفيلم (الإنجليزية)
- اليانور توملينسون على موقع كينوبويسك (الروسية)